# Olympische Zomerspelen 1960

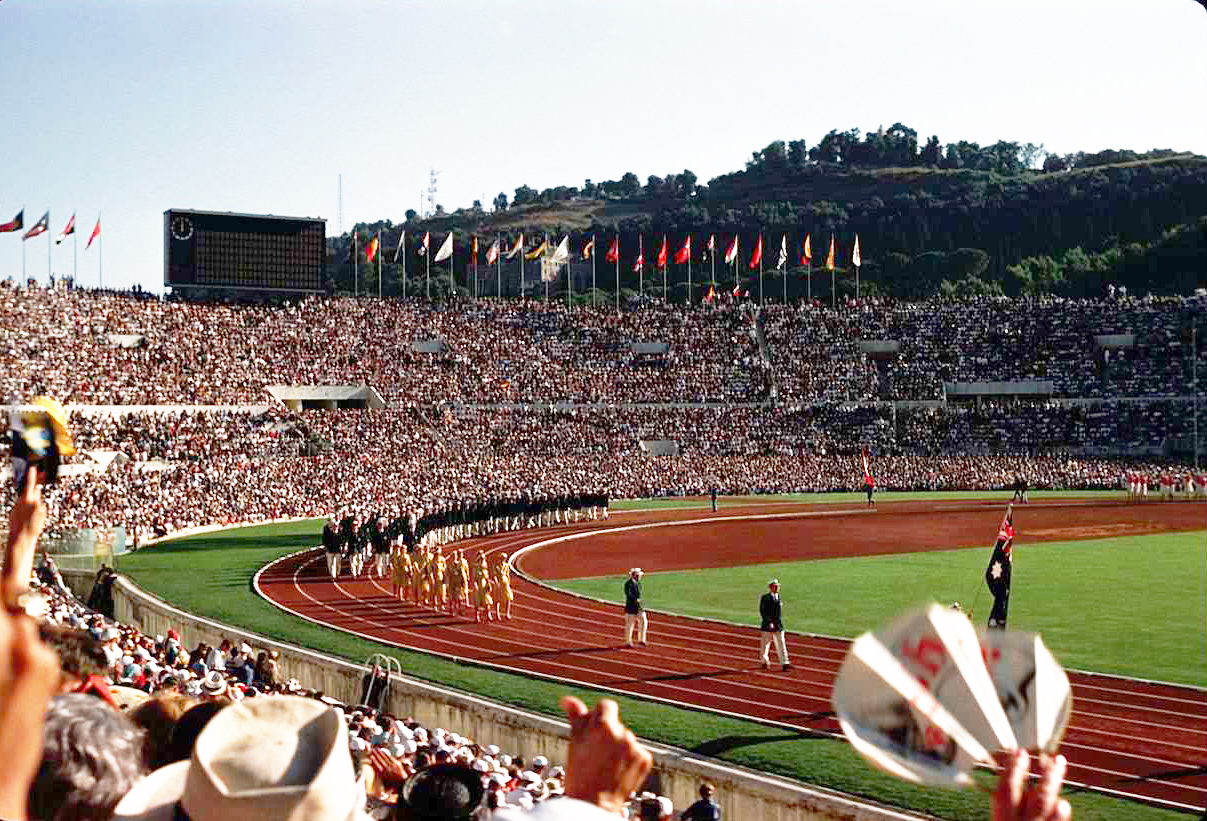
Openingsceremonie

De Olympische Zomerspelen van de XVIIe Olympiade werden in 1960 gehouden in Rome, Italië. Rome werd verkozen boven Lausanne, Detroit, Boedapest, Brussel, Mexico-Stad en Tokio. Rome was al in 1908 aangewezen om de Spelen te organiseren. Vanwege de uitbarsting van de Vesuvius, die een deel van Napels verwoestte besloot Italië om het geld voor de Olympische Spelen te besteden aan de heropbouw van de stad en werd de eer aan Londen gelaten, dat toen de Spelen van 1908 organiseerde.
De Italiaanse staat en het Italiaans Olympisch Comité stelden zich financieel borg voor deze Spelen. Er werden inderdaad kosten noch moeite gespaard: aan de voet van de Monte Mario werd een marmeren stadion met 80.000 plaatsen gebouwd. Niet ver daarvandaan werd het zwembassin aangelegd. Verder probeerde de organisatie om de antieke gebouwen zo veel mogelijk bij de Spelen te betrekken. Het turnen vond plaats in de Thermen van Caracalla, het worstelen in de Basilica van Maxentius en de marathon startte aan de voet van de Capitolijn en eindigde onder de Triomfboog van Constantijn.

## Hoogtepunten
- De Deense zeiler Paul Elvstrøm wint zijn vierde opeenvolgende medaille op een individueel onderdeel. De enige twee atleten die dit ooit hebben weten te evenaren zijn Al Oerter en Carl Lewis.
- Schermer Aladár Gerevich uit Hongarije wint zijn zesde opeenvolgende medaille in een teamonderdeel. Hij won eerder op de Spelen van 1932, 1936, 1948, 1952 en 1956.
- Atlete Wilma Rudolph, bijgenaamd 'De Zwarte Gazelle', die op jonge leeftijd aan polio leed, wint drie gouden medailles: de 100, de 200 en de 4 x 100 meter.
- Abebe Bikila uit Ethiopië, een soldaat van de keizerlijke wacht, wint de marathon op blote voeten en wordt de eerste zwarte Afrikaanse olympische kampioen. In zijn thuisland gebruikte hij wel vaak schoenen op de slechte paden. Op het mooie parcours in Rome vond hij dit niet nodig.
- De Amerikaanse mannen winnen voor de tweede maal in de olympische geschiedenis de sprintnummers in de atletiek niet. Op de 100 meter gaat de zege naar de Duitser Armin Hary, die voor de Spelen al het wereldrecord op 10.0 had gebracht. De winst op de 200 m ging naar de Italiaan Livio Berruti. Hij liep de 200 m in 20.5. De Amerikanen winnen wel andere atletiekonderdelen. Op de 400 meter zegeviert Otis Davis, die de Duitser Carl Kaufmann op de eindmeet verslaat. Beide lopers krijgen wel dezelfde tijd: 44.9, wat meteen ook een nieuw wereldrecord was.
- De achttienjarige Cassius Clay, later beter bekend geworden als Muhammad Ali, wint bij het boksen in de categorie lichtzwaargewicht.
- De Amerikaan Rafer Johnson en de Taiwanees Yang Chuan-Kwang vechten een legendarische strijd uit op de tienkamp, die Johnson nipt weet te winnen.
- Het Japanse mannengymnastiekteam begint aan zijn reeks van vijf achtereenvolgende overwinningen die tot de Spelen in 1976 zou duren.
- Zuid-Afrika neemt voorlopig voor het laatst deel aan de Spelen. Tot 1992 zou het land niet meer mogen deelnemen vanwege het apartheidsregime.
- De Zweedse kanoër Gert Fredriksson wint zijn zesde olympische titel.
- De Deen Knud Enemark Jensen zakt tijdens het wielrennen in elkaar door het gebruik van amfetamines en overlijdt later in het ziekenhuis.
- Bij het zwemmen is het ongemeen spannend op de 100 meter vrije slag tussen de Australiër John Devitt en de Amerikaan Lance Larson. Beide zwemmers tikten op nagenoeg hetzelfde moment aan. Aangezien men nog niet over elektronische meettoestellen beschikt, moeten de scheidsrechters beslissen. Zij kennen de zege uiteindelijk toe aan de Australiër.
- Bij de vrouwen was de koningin van het zwembad de Amerikaanse Christine von Saltza. Zij won driemaal goud: individueel op de 400 m vrije slag en in team op de 4 x 100 m vrije slag en wisselslag. Daarbij was er nog eens zilver op de 100 m vrije slag, waar zij de Australische Dawn Fraser moest laten voorafgaan.
- De Griekse kroonprins Constantijn wint het goud bij het zeilen in de Draak-klasse.
- Grote verrassing in het hockeytoernooi: Pakistan versloeg in de finale India, dat gedurende 32 jaar telkens de titel in de wacht had gesleept op de Spelen.

## Sporten
Tijdens deze Spelen werd er gesport in 19 disciplines binnen 17 sporten.

### Mutaties
| Sport        | Nieuw                                       | Verdwenen (t.o.v. 1956) | Opmerkingen                                              |
| ------------ | ------------------------------------------- | ----------------------- | -------------------------------------------------------- |
| atletiek     | 800m (v)                                    |                         | De 800 m voor vrouwen keerde voor het eerst in 32 terug. |
| kanovaren    | K-1 4x500m (v) K-2 500m (v)                 |                         |                                                          |
| paardensport |                                             | dressuur team           |                                                          |
| schermen     | floret team (v)                             |                         |                                                          |
| wielersport  | ploegentijdrit (m)                          | wegwedstrijd team (m)   |                                                          |
| zeilen       | Flying Dutchman                             | Sharpie                 |                                                          |
| zwemmen      | 4x100m wisselslag (m) 4x100m wisselslag (v) |                         |                                                          |
|              | 8                                           | -3                      | +5                                                       |

## Deelnemende landen

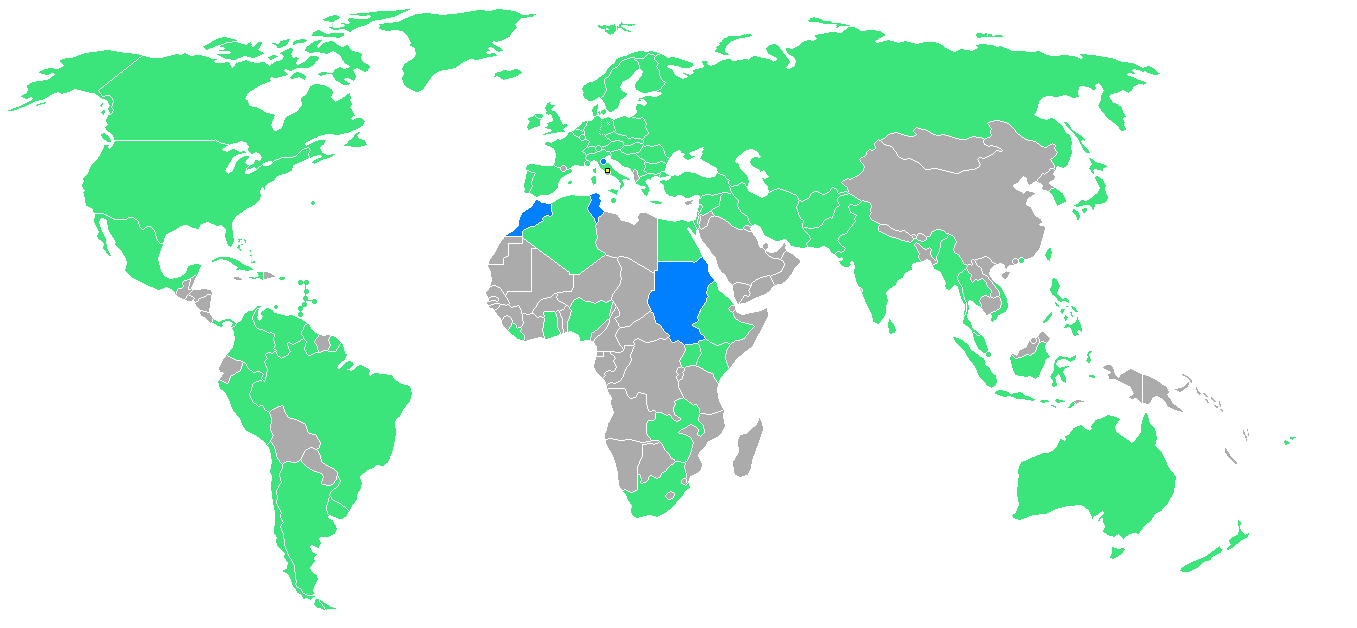

Er hadden zich 84 landen ingeschreven voor deelname aan deze Spelen. Suriname was ook (voor het eerst) aanwezig, maar hun enige deelnemer trok zich terug. Hierdoor deden feitelijk maar 83 landen mee aan de wedstrijden. Marokko, San Marino, Soedan en Tunesië debuteerden. Atleten uit Barbados (geen eerdere deelname), Jamaica (debuut in 1948) en Trinidad en Tobago (ook debuterend in 1948) namen gezamenlijk deel als leden van de West-Indische Federatie, maar dat land zou maar korte tijd bestaan. Egypte (debuut in 1912) en Syrië (debuterend in 1948) namen deze editie deel onder de vlag van de Verenigde Arabische Republiek, ook deze staat zou maar korte tijd bestaan. Atleten uit Oost- en West-Duitsland streden wederom in een verenigd team.

### Belgische prestaties
- Nadat hij vier jaar eerder had moeten afzeggen voor de Olympische Zomerspelen van 1956, was Roger Moens present in Rome en dé grote favoriet voor de 800 m. Moens was nog steeds wereldrecordhouder, maar had niet de grote topvorm te pakken. Hij werd in de finale voorbijgesneld door de onbekende Nieuw-Zeelander Peter Snell. Snell liep Moens voorbij langs de binnenkant van de baan in de laatste rechte lijn. Moens, die de Jamaicaan George Kerr vreesde, had Snell niet zien aankomen. Moens werd tweede, na Snell.
- Belgiës tweede zilveren medaille werd behaald in het wielrennen. Léo Sterckx werd tweede op de sprint over 1 km. Verder haalde Willy Vanden Berghen brons op de individuele wegwedstrijd.
- André Nelis haalde zijn tweede olympische medaille binnen. Na zilver in 1956, haalde hij nu brons in het zeilen.

Medailles
| Medaille   | Winnaar              | Onderdeel                                         |
| ---------- | -------------------- | ------------------------------------------------- |
| Zilver (2) | Roger Moens          | atletiek, 800 m                                   |
| Zilver (2) | Léo Sterckx          | wielrennen, 1000 m sprint                         |
| Brons (2)  | Willy Vanden Berghen | wielrennen, wegwedstrijd (175,3 km) - individueel |
| Brons (2)  | André Nelis          | zeilen, finn dinghi (35/35)                       |

### Nederlandse prestaties
- De Nederlandse prestaties waren bescheiden. Alleen in het zwembad werd een drietal medailles gewonnen.
- Tienkamper Eef Kamerbeek haalde een vijfde plaats.
- Baanwielrenner Piet van der Touw haalde een vierde plaats op de kilometertijdrit.

Medailles
| Medaille   | Winnaar            | Onderdeel                 |
| ---------- | ------------------ | ------------------------- |
| Zilver (1) | Marianne Heemskerk | zwemmen, 100m vlinderslag |
| Brons (2)  | Tineke Lagerberg   | zwemmen, 400m vrije slag  |
| Brons (2)  | Wieger Mensonides  | zwemmen, 200m schoolslag  |

### Nederlands-Antilliaanse prestaties
De Nederlandse Antillen werd bij hun tweede deelname vertegenwoordigd door vijf gewichtheffers. Hector Curiel (bantamgewicht) werd elfde, Ramiro Fermin (middengewicht) dertiende en Jose Flores (middenzwaargewicht) veertiende in hun klasse. Eduardo Adriana (zwaargewicht) en Rudy Monk (lichtgewicht) noteerden geen eindscore.

### Surinaamse prestaties
Oorspronkelijk zag het ernaar uit dat zowel de atleet Wim Esajas als het Surinaamse basketbalteam naar Rome zou gaan. Omdat het basketbalteam zich niet kwalificeerde, ging alleen Esajas die op de 800 meter hardlopen zou uitkomen. Door een fout van Fred Glans, de toenmalig secretaris-generaal van het SOC, verscheen hij niet bij de start zodat namens Suriname bij de eerste keer dat ze zich inschreven voor olympische deelname geen enkele Surinaamse sporter actief aan de wedstrijden zou deelnemen.

## Medaillespiegel

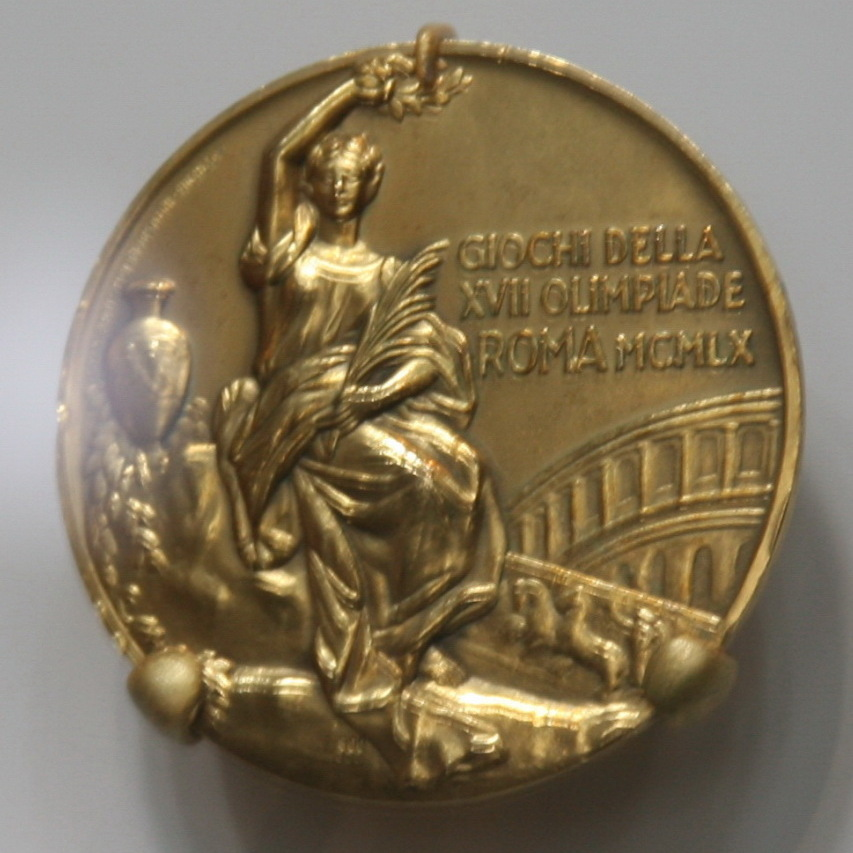
Gouden medaille voor de Olympische Zomerspelen 1960

Er werden 461 medailles uitgereikt. Het IOC stelt officieel geen medailleklassement op, maar geeft desondanks een medailletabel ter informatie. In het klassement wordt eerst gekeken naar het aantal gouden medailles, vervolgens de zilveren medailles en tot slot de bronzen medailles.
In de volgende tabel staat de top-10 en het Belgische en Nederlandse resultaat. Het gastland heeft een blauwe achtergrond en het grootste aantal medailles in elke categorie is vetgedrukt.
Zie de medaillespiegel van de Olympische Zomerspelen 1960 voor de volledige weergave.
| Plaats | Land               | NOC | Goud | Zilver | Brons | Totaal |
| ------ | ------------------ | --- | ---- | ------ | ----- | ------ |
| 1      | Sovjet-Unie        | URS | 43   | 29     | 31    | 103    |
| 2      | Verenigde Staten   | USA | 34   | 21     | 16    | 71     |
| 3      | Italië             | ITA | 13   | 10     | 13    | 36     |
| 4      | Duits eenheidsteam | EUA | 12   | 19     | 11    | 42     |
| 5      | Australië          | AUS | 8    | 8      | 6     | 22     |
| 6      | Turkije            | TUR | 7    | 2      | 0     | 9      |
| 7      | Hongarije          | HUN | 6    | 8      | 7     | 21     |
| 8      | Japan              | JPN | 4    | 7      | 7     | 18     |
| 9      | Polen              | POL | 4    | 6      | 11    | 21     |
| 10     | Tsjecho-Slowakije  | TCH | 3    | 2      | 3     | 8      |
|        |                    |     |      |        |       |        |
| 26     | België             | BEL | 0    | 2      | 2     | 4      |
| 28     | Nederland          | NED | 0    | 1      | 2     | 3      |

Atletiek · Basketbal · Boksen · Gewichtheffen · Hockey · Kanovaren · Moderne vijfkamp · Paardensport · Roeien · Schermen · Schietsport · Schoonspringen · Turnen · Voetbal · Waterpolo · Wielersport · Worstelen · Zeilen · Zwemmen
Afghanistan · Argentinië · Australië · Bahama's · België · Bermuda · Birma · Brazilië · Brits-Guiana · Bulgarije · Canada · Ceylon · Chili · Colombia · Cuba · Denemarken · Duits eenheidsteam · Ethiopië · Fiji · Filipijnen · Finland · Frankrijk · Ghana · Griekenland · Groot-Brittannië · Haïti · Hongarije · Hongkong · Ierland · IJsland · India · Indonesië · Irak · Iran · Israël · Italië · Japan · Joegoslavië · Kenia · Libanon · Liberia · Liechtenstein · Luxemburg · Malakka · Malta · Marokko · Mexico · Monaco · Nederland · Nederlandse Antillen · Nieuw-Zeeland · Nigeria · Noorwegen · Oeganda · Oostenrijk · Pakistan · Panama · Peru · Polen · Portugal · Puerto Rico · Roemenië · San Marino · Singapore · Soedan · Sovjet-Unie · Spanje · Suriname · Taiwan · Thailand · Tsjecho-Slowakije · Tunesië · Turkije · Uruguay · Venezuela · Verenigde Arabische Republiek · Verenigde Staten · Vietnam · West-Indische Federatie · Zuid-Afrika · Zuid-Korea · Zuid-Rhodesië · Zweden · Zwitserland
Olympische Zomerspelen
Olympische Winterspelen
Gerelateerd
Olympische Jeugdspelen · Paralympische Spelen · Deaflympische Spelen · Special Olympic World Games
IOC · COA · BOIC · NOC*NSF · NAOC · SOC
- Gemeinsame Normdatei: 2049805-6
- Library of Congress Control Number: n88172480
- Nationale Bibliotheek van Tsjechië: osa2018984684
- Nationale Bibliotheek van Israël: 987011427044905171
- Virtual International Authority File: 154878478